# أكاديمية ليفربول
أكاديمية ليفربول (بالإنجليزية: Liverpool Academy)‏ هو الفريق الرديف لنادي ليفربول وهو أعلى مستوى في أكاديمية ليفربول تحت الفريق الأول.